# Marcos de Niza
Marcos de Niza (1495,? Nice, Francie – 25. března 1558, Ciudad de México, Mexiko) byl španělský františkán a cestovatel v Americe. Narodil se v Nice, která byla v té době pod kontrolou italského Savojska. Od roku 1531 působil jako misionář v Peru, Guatemale a v Mexiku.

## Misijní cesty
V roce 1539 pátral po Sedmi městech o kterých podal neúplné zprávy Cabeza de Vaca. Cestu započal v Culiacánu, přešel území dnešní Arizony a pronikl k Zuni čili Sedmi městům Ciboly. Do Zuni se nedostal, viděl je zdálky, přesto je popsal jako velké město. Jeho zprávy byly přehnané a popis o bohatství a velikosti dala popud k výpravě Francisca Coronada. Od roku 1541 žil v Ciudad de México, kde i v roce 1558 zemřel.